# Matheus Rodrigues
Matheus Rodrigues Cézar da Silva (São Paulo, 3 de outubro de 1996) é um jogador de futsal brasileiro. Atualmente, joga pelo Corinthians e pela Seleção Brasileira de Futsal na posição de pivô. Em 2019, foi escolhido pela Futsal Awards como o terceiro melhor jogador do mundo sub-23.